# Politik i Guangxi

Guangxis läge i Kina.

Den politiska makten i Guangxi utövas av ordföranden i Guangxi som på pappret är regionen högst rankade tjänsteman, men i praktiken har partisekreteraren i Kinas kommunistiska parti i Guangxi större makt. Enligt Folkrepubliken Kinas konstitution från 1982 är Guangxi en autonom region i vilken den zhuang-folket åtnjuter autonomi även om konstitutionen utesluter möjligheten till självständighet.  Den autonoma regionen Guangxi befinner sig administrativt på provinsnivå, vilket betyder att ordföranden i Guangxi är jämställd med guvernörerna i landets övriga provinser.

## Partisekreterare i Guangxi
1. Zhang Yunyi: 1949–1953
2. Chen Manyuan (陈漫远): 1953–1957
3. Liu Jianxun (刘建勋): 1957–1961
4. Wei Guoqing: 1960–1966
5. Qiao Xiaoguang (乔晓光): 1966–1967
6. Wei Guoqing: 1970–1975
7. An Pingsheng (安平生): 1975–1977.
8. Qiao Xiaoguang (乔晓光): 1977–1985
9. Chen Huiguang (陈辉光): 1985–1990
10. Zhao Fulin (赵富林): 1990–1997
11. Cao Bochun: 1997–2006
12. Liu Qibao: 2006–2007
13. Guo Shengkun: 2007–2012
14. Peng Qinghua: 2012–2018
15. Lu Xinshe (鹿心社): 2018 – 2021
16. Liu Ning (刘宁): 2021 - nuvarande

## Ordförande i Guangxi
1. Zhang Yunyi: 1949–1953
2. Chen Manyuan: 1953–1958
3. Wei Guoqing: 1958–1975
4. An Pingsheng (安平生): 1975–1977
5. Qiao Xiaoguang: 1977–1979
6. Qin Yingji (覃应机): 1979–1983
7. Wei Chunshu (韦纯束): 1983–1990
8. Cheng Kejie: 1990–1998
9. Li Zhaozhuo: 1998–2003
10. Lu Bing: 2003 – december 2007
11. Ma Biao: december 2007 – 2013
12. Chen Wu: mars 2013 – oktober 2020
13. Lan Tianli (蓝天立): oktober 2020 - nuvarande